# John FitzGerald

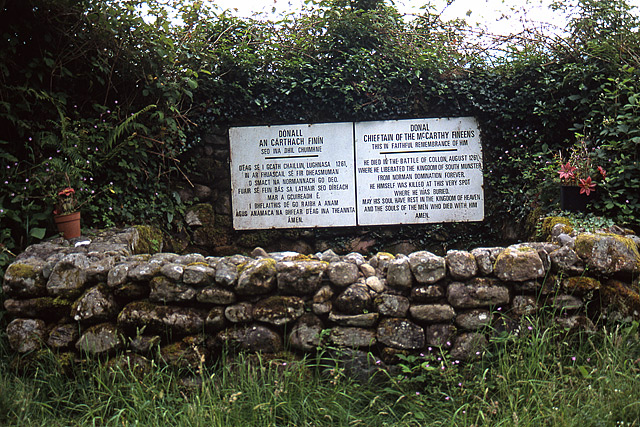
Un monumento en el sitio de la Batalla de Callann

John FitzThomas Fitzgerald, I Barón Desmond (muerto 1261) era hijo de Thomas FitzMaurice FitzGerald y su mujer Ellinor, hija de Jordan de Marisco, y hermana de Geoffrey de Marisco, que fue nombrado justiciar de Irlanda en 1215. Era nieto de Maurice FitzGerald, Señor de Lanstephan. 
John Fitzgerald era Lord de Connelloe. Fue el fundador de la línea de Desmond de la dinastía FitzGerald y antepasado de los poderosos Condes de Desmond (ahora extintos), así como otras dinastías, incluyendo los Caballeros Verdes de Kerry, anteriormente Caballeros Negros de Glin. Otras ramas extintas de Geraldines de Desmond son los Señores de Decies y los Caballeros Blancos.
En 1259, Fitzgerald, recibió una concesión real de Desmond y de Waterford occidental en feudo. Fineen MacCarthy, hijo de Donal Gott MacCarthy y rey de Desmond reunió a sus tropas para oponerse a esto. Las fuerzas de MacCarthy incluían a los O'Sullivan, a los que las incursiones normandas en Munster en los años 1180 habían expulsado de sus terrenos ancestrales de Tipperary. Se habían convertido en los principales jefes por debajo de los MacCarthy. También los O'Donoghue, se unieron a los MacCarthy.
En julio de 1261 los tres clanes gaélicos se enfrentaron a los normandos en la Batalla de Callann y obtuvieron una contundente victoria. Tanto John Fitzgerald como su hijo, Maurice FitzJohn Fitzgerald, murieron en la batalla. John Fitzgerald, fue sucedido por su nieto, Thomas Fitzgerald, hijo de Maurice.
Los FitzMaurice Barones y posteriormente Condes de Kerry continúan la línea masculina en los actuales, aunque menores Marqueses de Lansdowne, pero  descienden del sobrino del I barón Desmond, Thomas FitzMaurice, I Barón de Kerry, hijo de su hermano Maurice FitzThomas Fitzgerald. Representan por tanto una "rama" hermana a los Fitzgerald de Desmond. Sin embargo, esto les hace técnicamente más cercanos a los Fitzgerald de Desmond que cualquiera de las ramas de Offaly-Kildare-Leinster representados por los actuales Duques de Leinster, que descienden de Gerald FitzMaurice, I Lord Offaly, tío de John FitzGerald.

## Matrimonios y descendencia
John fue el padre de Maurice FitzJohn Fitzgerald, que murió con él en la Batalla de Callan. John fue sucedido por su nieto, el hijo de Maurice, Thomas FitzGerald, II baron Desmond.